# Stará známá písnička
Stará známá písnička (originální francouzský název On connaît la chanson) je francouzský film režiséra Alaina Resnaise z roku 1997 Žánrově jde o lehké drama s komediálními prvky.
Ve filmu jsou použity ukázky z množství francouzských písní a šansonů, včetně nahrávek Gilberta Bécauda, Édith Piaf nebo Eddy Mitchell.

## Děj
Odile Lalande chce koupit nový byt a to i přes tichý nesouhlas svého manžela Clauda, kterému se nelíbí hlavně úvěr, vybavení kterého by pro tento účel bylo nezbytné. Byt hledá také pořád nemocný Nicolas, a to na pověření své ženy. Zcela nebývalé množství obhlídek pro něj zabezpečuje realitní makléř Simon, ale pro Nicolase má každý byt nějakou vadu.
Simon se ve volném čase zúčastňuje turistických prohlídek, na kterých potká Camille, sestru Odile. Simon jí řekne, že píše rozhlasové hry a zabývá se dějinami, o svém skutečném zaměstnání se ale nezmiňuje. Vztah s Camille udržuje také Marc Duveyrier, který je shodou okolností Simonovým šéfem. Oba muži o sobě netuší, až pokud se náhodou nepotkají v kavárně. Simonovy naděje jsou kvůli Marcovi zklamány, později ale prozrazuje Odile, že její právě zakoupený byt byl prodražen, protože v sousedství se připravuje stavba obrovské bytovky, což bude mít za následek zničení hodnotného výhledu na Paříž, kvůli kterému měl byt nastavenou tak vysokou cenu. Tento fakt Marc před kupujícími zamlčel, jeho vztah s Camille je tak pochopitelně zničen.

## Obsazení
| Pierre Arditi                | Claude Lalande               |
| Sabine Azéma                 | Odile Lalande, Claudova žena |
| Jean-Pierre Bacri            | Nicolas                      |
| André Dussollier             | Simon, realitní makléř       |
| Agnès Jaoui                  | Camille, sestra Odile        |
| Lambert Wilson               | Marc Duveyrier, Simonův šéf  |
| Jane Birkinová               | Jane, žena Nicolase          |
| Jean-Paul Roussillon         | otec Odile a Camille         |
| Dominique Rozan              |                              |
| Jean-Chrétien Sibertin-Blanc |                              |
| Jean-Pierre Darroussin       |                              |
| Jacques Mauclair             |                              |
| Bonnafet Tarbouriech         |                              |
| Nelly Borgeaud               |                              |
| Charlotte Kady               |                              |
| Claire Nadeau                |                              |
| Götz Burger                  |                              |
| Françoise Bertin             |                              |
| Geoffroy Thiebaut            |                              |
| Pierre Meyrand               |                              |
| Delphine Quentin             |                              |

## Použité písně
- Joséphine Baker: „J'ai deux amours“
- Dalida & Alain Delon: „Paroles, paroles“
- Charles Aznavour: „Et moi dans mon coin“
- René Koval: „C'est dégoutant mais nécessaire“
- Simone Simon: „Afin de plaire à son papa“
- Gaston Ouvrard: „Je n'suis pas bien portant“
- Albert Préjean: „Je m'donne“
- Jacques Dutronc: „J'aime les filles“
- Michel Sardou: „Déjà vu“
- Gilbert Bécaud: „Nathalie“
- Maurice Chevalier: „Dans la vie faut pas s'en faire“
- Arletty: „Et le reste“
- Édith Piaf: „J'm'en fous pas mal“
- Alain Bashung: „Vertige de l'amour“
- Sheila: „L'école est finie“
- Serge Lama: „Je suis malade“
- Léo Ferré: „Avec le temps“
- Henri Garat: „Avoir un bon copain“
- Jane Birkinová: „Quoi“
- France Gall: „Résiste“
- Henri Garat: „Amusez-vous“
- Henri Garat: „La Tête qu'il faut faire“
- Alain Souchon: „Sous les jupes des filles“
- Eddy Mitchell: „La Dernière Séance“
- Sylvie Vartan: „La Plus Belle pour aller danser“
- Serge Gainsbourg: „Je suis venu te dire que je m'en vais“
- Eddy Mitchell: „Je vous dérange“
- Téléphone: „Ça (c'est vraiment toi“
- Dranem: „Quand on perd la tête“
- Johnny Hallyday: „Ma gueule“
- Pierre Perret: „Mon p'tit loup“
- Claude François: „Le Mal-aimé“
- Michel Jonasz: „J'veux pas qu'tu t'en ailles“
- Julien Clerc: „Ce n'est rien“
- Claude François: „Chanson populaire“
- Eddy Mitchell: „Blues du blanc“

## Ocenění

### César 1998
Ocenění
- César pro nejlepší film
- César pro nejlepšího herce – André Dussollier
- César pro nejlepšího herce ve vedlejší roli – Jean-Pierre Bacri
- César pro nejlepší herečku ve vedlejší roli – Agnès Jaoui
- César pro nejlepší původní scénář nebo adaptaci – Agnès Jaoui a Jean-Pierre Bacri
- César pro nejlepší střih – Hervé de Luze
- César pro nejlepší zvuk – Pierre Lenoir, Jean-Pierre Laforce a Michel Klochendler

Nominace
- César pro nejlepšího režiséra – Alain Resnais
- César pro nejlepšího herce ve vedlejší roli – Lambert Wilson
- César pro nejlepší herečku – Sabine Azéma
- César pro nejlepší filmovou hudbu – Bruno Fontaine
- César pro nejlepší výpravu – Jacques Saulnier

### Jiná ocenění
- Cena Louise Delluca (Alain Resnais) – 1997